# Hieracium eustomon
Hieracium eustomon es una especie de planta con flor del género Hieracium, de la familia Asteraceae, orden Asterales.

## Distribución
Hieracium eustomon se distribuye por Inglaterra y Gales.

## Taxonomía
Fue descrita científicamente por (E. F. Linton) Roffey.
Tratamiento taxonómico
La especie aparece registrada y publicada en H.C.Watson, London Cat. Brit. Pl.